# Kwara

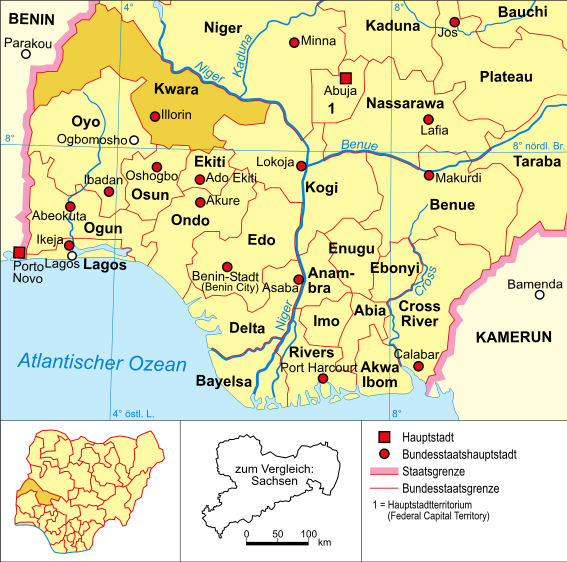
Lage von Kwara in Nigeria

Kwara ist ein Bundesstaat des westafrikanischen Landes Nigeria mit der Hauptstadt Ilorin, die mit 814.246 Einwohnern (2005) auch die größte Stadt des Bundesstaates ist.

## Geografie
Der Bundesstaat liegt im Westen des Landes und grenzt im Norden an den Bundesstaat Niger, im Süden an den Bundesstaat Osun, im Südwesten an den Bundesstaat Oyo, im Südosten an den Bundesstaat Ekiti, im Westen an Benin und im Osten an den Bundesstaat Kogi. Große Teile des Schutzgebietes Lower Kaduna-Middle Niger Floodplain liegen im Bundesstaat, es ist ein Feuchtgebiet von internationaler Bedeutung der Ramsar-Konvention.

## Geschichte
Der Bundesstaat wurde am 27. Mai 1967 unter dem Namen „West Central“ gebildet. Am 3. Februar 1976 ist er in Kwara umbenannt worden. Erster Gouverneur war zwischen 28. Mai 1967 und Juli 1975 David Bamigboye. Gegenwärtiger Gouverneur ist seit den Wahlen vom 26. April 2011 Alhaji Abdulfatah Ahmed.

### Liste der Gouverneure und Administratoren
- David Bamigboye (Gouverneur 1968–1975)
- Ibrahim Taiwo (Gouverneur 1975–1976)
- George Innih (Gouverneur 1976–1978)
- Sunday Orihya Ifere (Gouverneur 1978–1979)
- Adamu Atta (Gouverneur 1979–1983)
- Cornelius Adebayo (Gouverneur 1983)
- Salaudeen Latinwo (Gouverneur 1984–1985)
- Mohammed Umaru (Gouverneur 1985–1987)
- Ahmed Abdullahi (Gouverneur 1987–1988)
- Ibrahim Alkali (Gouverneur 1988–1989)
- Awali Kazir (Gouverneur 1989–1992)
- Shaaba Lafiaji (Gouverneur 1992–1993)
- Mustapha Ismail (Administrator 1993–1994)
- Baba Adamu Iyam (Administrator 1994–1996)
- Peter Ogar (Administrator 1996–1998)
- Rasheed Shekoni (Administrator 1998–1999)
- Mohammed Lawal (Gouverneur 1999–2003)
- Olubukola Abubakar Saraki (Gouverneur 2003–2011)
- Abdulfatah Ahmed (Gouverneur 2011–2019)
- AbdulRahman AbdulRazaq (Gouverneur 2019–)

## Verwaltung
Der Staat gliedert sich in 16 Local Government Areas. Diese sind: Asa, Baruten, Edu, Ekiti, Ifelodun, Ilorin East, Ilorin South, Ilorin West, Irepodun, Isin, Kaiama, Moro, Offa, Oke-Oro, Oyun und Pategi.

## Wirtschaft
Die Landwirtschaft ist der wichtigste Wirtschaftszweig und die Haupteinnahmequelle des Bundesstaates. Es werden Baumwolle, Kakao, Kaffee, Kolanüsse, Tabak und Kokosnüsse angebaut.
Bedeutend für die Wirtschaft des Bundesstaates ist auch der Bergbau. Es werden Kalkstein, Marmor, Feldspat, Lehm, Kaolin, Quarz und Granit abgebaut. Des Weiteren wird in Kwara Bier gebraut sowie pharmazeutische Produkte, Textilien, Papier, Schaumgummi, Kunststoffe, Zucker und anderes hergestellt.

## Verkehr
Kwara ist durch ein Netz von Straßen mit fünf weiteren Bundesstaaten verbunden. Die Eisenbahnstrecke von Lagos in den Norden des Landes verläuft durch den Bundesstaat. In Ilorin befindet sich der internationale Flughafen Ilorin (IATA: ILR, ICAO: DNIL).